# Guided by Voices
Guided by Voices är ett amerikanskt indie-rockband som bildades i Dayton, Ohio under tidigt 1980-tal.
Bandet har haft ett flertal skiftande medlemmar men dess sångare Robert Pollard kom att bli den varaktige medlemmen under gruppens levnadsår. Gruppen hämtade inspiration från både garagerock, psykedelisk musik, progressiv rock och punkrock.  Guided by Voices upplöstes 2004, men återförenades 2010 med samma medlemmar som spelat på de populära albumen Bee Thousand och Alien Lanes. Gruppen gick 18 september 2014 ut med, via Facebook, att gruppen var upplöst och kommande spelningar ställdes in. 2016 återupplivade Robert Pollard bandet en tredje gång.
Guided by Voices har totalt släppt 22 studioalbum, femton stycken under åren 1987-2004 och ytterligare sex sedan återföreningen. 2016 kom albumet Please be honest på vilket Pollard spelar alla instrument själv. I april 2017 kommer dubbelalbumet August by cake som spelats in med en ny version av Guided by Voices.
Flera av bandets låtar är relativt korta, runt två minuter, vissa ännu kortare, och brukar abrupt avslutas eller avbrytas av olika ljudeffekter.

## Diskografi
Studioalbum
- Devil Between My Toes (1987)
- Sandbox (1987)
- Self-Inflicted Aerial Nostalgia (1989)
- Same Place the Fly Got Smashed (1990)
- Propeller (1992)
- Vampire on Titus (1993)
- Bee Thousand (1994)
- Alien Lanes (1995)
- Under the Bushes Under the Stars (1996)
- Mag Earwhig! (1997)
- Do the Collapse (1999)
- Isolation Drills (2001)
- Universal Truths and Cycles (2002)
- Earthquake Glue (2003)
- Half Smiles of the Decomposed (2004)
- Let's Go Eat the Factory (2012)
- Class Clown Spots a UFO (2012)
- The Bears for Lunch (2012)
- English Little League (2013)
- Motivational Jumpsuit (2014)
- Cool Planet (2014)
- Please be Honest (2016)
- August by Cake (2017)
- How Do You Spell Heaven (2017)
- Space Gun (2018) (kommande album)